# 바이런 로슨
바이런 로슨(Byron Lawson, 1968년 8월 26일 ~ )은 캐나다의 배우, 텔레비전 배우이다.
밴쿠버에서 태어났다.

## 방송
- 기적

## 영화
- 아웃캐스트 : 절명도망 (2014년) - 펭 역
- 기적 (2010년) - 칼 역
- 킬러 마운틴 (2010년)
- 위험한 남자 (2009년) - 마오 역
- 블론드 앤 블론더 (2007년)
- 폴런 (2006년)
- 스네이크 온 어 플레인 (2006년)
- 킬러 인스팅트 (2005년)
- 대통령을 죽여라 (2000년)
- 로미오 머스트 다이 (2000년)
- 커럽터 (1999년)